# كلفن تونغ
كلفن تونغ (بالصينية: 唐永健؛ بالإنجليزية: Kelvin Tong) هو كاتب سيناريو ومخرج سنغافوري، ولد في القرن العشرين في سنغافورة.

## وصلات خارجية
- كلفن تونغ على موقع IMDb (الإنجليزية)
- كلفن تونغ على موقع ألو سيني (الفرنسية)
- كلفن تونغ على موقع أول موفي (الإنجليزية)
- كلفن تونغ على موقع قاعدة بيانات الفيلم (الإنجليزية)
- كلفن تونغ على موقع كينوبويسك (الروسية)